# GOLDEN☆BEST 渚ゆう子
『GOLDEN☆BEST 渚ゆう子』（ゴールデン☆ベスト なぎさゆうこ）は、2002年11月20日に発売された渚ゆう子のベスト・アルバム。発売元は東芝EMI（現・ユニバーサル ミュージック合同会社）。規格品番はTOCT-10879。

## 解説
各レコード会社から発売されている廉価版ゴールデン☆ベストシリーズの1枚で、参画している東芝EMIの同シリーズ作品中、初期に発売されたタイトル。
オリコンのシングル総合ヒットチャートで第1位を獲得し、渚自身最大のヒット曲となったザ・ベンチャーズ作曲の「京都の恋」（1970年）をはじめ、それ以前の1960年代に発売された楽曲や、1997年発表の「京都ひとり」まで、約30年分の音源から選曲されている。
ほか「京都慕情」「風の日のバラード」など、NHK紅白歌合戦で歌われた楽曲もすべて収録されている。

## 収録曲
1. 京都慕情
  - 第22回NHK紅白歌合戦 歌唱楽曲
2. 雨の日のブルース
3. 今日からひとり
4. 京都の恋
  - オリコンで8週連続の第1位を獲得、85万枚を超えるセールスを記録
5. 東京に三日 田舎に四日
6. さいはて慕情
  - 第13回日本レコード大賞・歌唱賞受賞
7. 居酒屋「すずらん」
8. 大阪慕情
9. 長崎慕情
10. とげのないバラ
11. 早くキスして（デュエット: 佐々木敢一）
12. 想い出はチラチラ
13. 二人の大阪
14. 七夕の恋
15. 女の指輪
16. 風の日のバラード
  - 第23回NHK紅白歌合戦 歌唱楽曲
17. 京都ひとり
18. おんなの語り唄
19. めぐり逢い
  - NTV系月曜スター劇場『あの橋の畔で』主題歌[3]
20. おんなの日記
  - NTV系月曜スター劇場『あの橋の畔で』主題歌